# Place de l'Europe (Mulhouse)
Pour les articles homonymes, voir Place de l'Europe.
La place de l'Europe est une ancienne place de Mulhouse qui a existé entre 1966 et 2007, année de sa démolition.

## Historique

### Origines

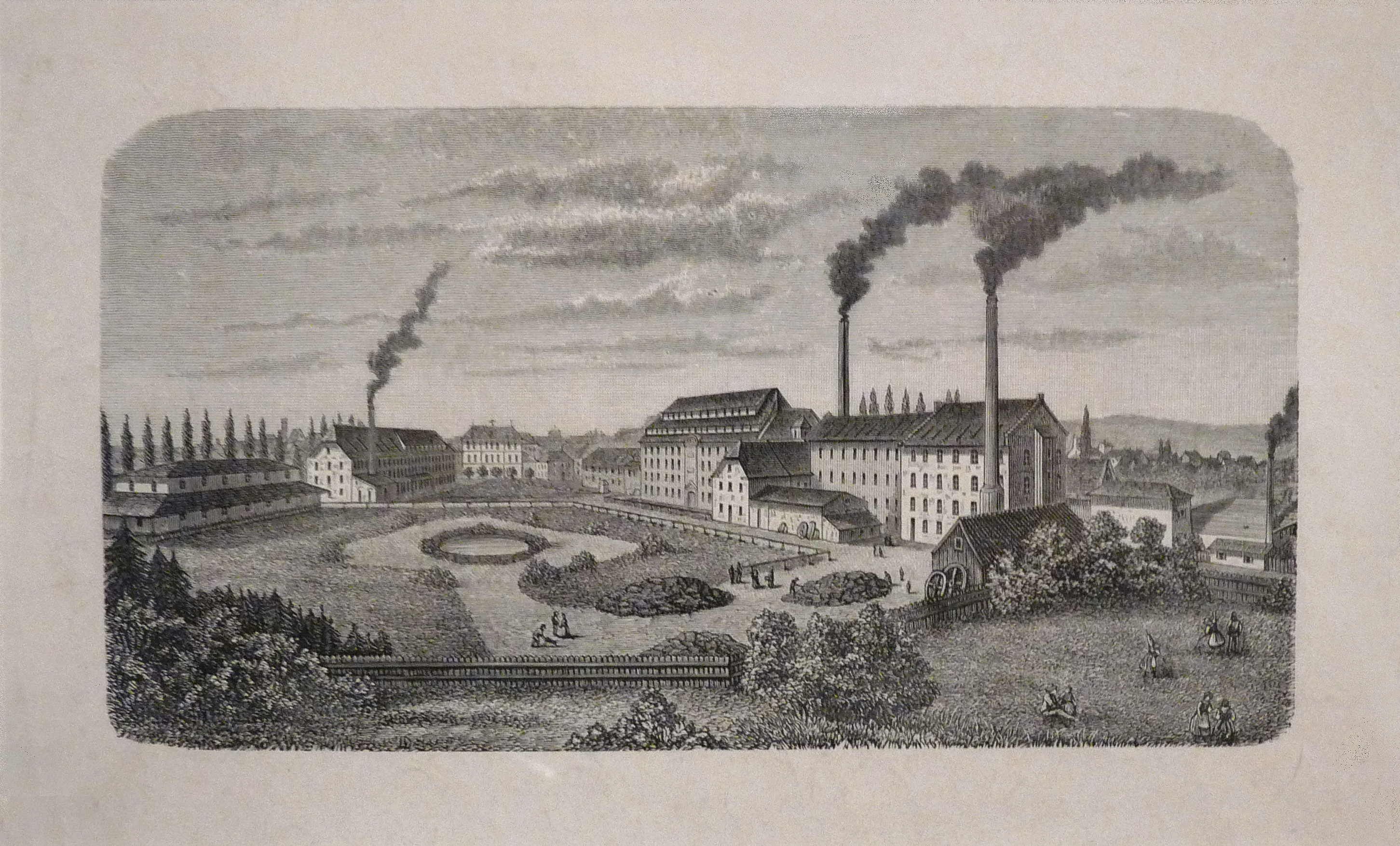
Vue cavalière de la Dentsche (1860)

À l'origine, à cet endroit (appelé Dentsche), il y avait des fabriques. Dans les années 1960, bien après la fin de cette activité, la ville de Mulhouse projette la reconversion de cette friche industrielle. On veut doter Mulhouse d'un centre ultra-moderne. On veut aussi un symbole d'ouverture vers l'Europe. La tour de l'Europe est construite par François Spoerry, architecte renommé. Devant la tour, le grand parvis rectangulaire est baptisé place de l'Europe. Elle est recouverte de plaques de marbre et décorée par des blasons de villes européennes. Bordée d'un côté par une galerie marchande et d'un autre côté par un magasin Inno, la première grande surface du Haut-Rhin la place de l'Europe se prolonge par le boulevard de l'Europe.
La place est inaugurée le 7 mai 1966, par Alain Poher.

### Dégradation et destruction
Malheureusement, les blasons ne sont pas d'un entretien facile. Le temps passant, ils se salissent, se dégradent. Une rénovation des plaques de marbre est jugée trop coûteuse. En hiver, la place est souvent verglacée et, de plus, l'environnement de la place se paupérise et les magasins ferment peu à peu. La municipalité estime que cette place est un échec.
En 2002, la municipalité conçoit un nouveau projet pour la place de l'Europe. Elle sera détruite et remplacée par un centre commercial, nommé "Porte Jeune". Une association se forme, qui réclame la sauvegarde de la place, ou au moins d'un maximum de ses blasons… Mais sans résultat. Le 12 mars 2007, les travaux de démolition commencent.

## Description

### Blasons
Ils formaient des mosaïques, réalisées en pierre de couleur. Les villes ayant répondu à la proposition lancée par Mulhouse ont installé leur blason. Selon les pays, le projet fut suivi avec plus ou moins d'enthousiasme. Les villes ayant posé un blason sont :
| - Amsterdam - Anderlecht - Anvers - Bâle - Berlin - Berne - Bordeaux - Brunswick - Bruxelles - Campoformido - Chemnitz - Darmstadt - Düsseldorf - Fribourg-en-Brisgau - Genève - Graz - Karlsruhe - Kassel - Klagenfurt - Lille - Limoges - Linz | - Lübeck - Ludwigshafen - Luxembourg - Mayence - Mulhouse - Nancy - Nice - Norvège (union des villes) - Nuremberg - Offenbach - Paris - Pérouse - Rennes - Rome - Seraing - Strasbourg - Stuttgart - Udine - Vichy - Vienne - Zurich |

### Plan de la place
|  |            |            |             |            |          |           |           |           |           |  |
|  |            |            |             |            |          |           |           |           |           |  |
|  |            | Linz       |             |            |          | Chemnitz  |           |           |           |  |
|  | Mayence    |            |             |            | Rennes   |           | Amsterdam |           |           |  |
|  |            | Düsseldorf |             | Graz       |          | Norvège   |           | Ludwigsh. |           |  |
|  | Luxembourg |            | Vienne      |            | Berne    |           | Pérouse   |           | Braunsch. |  |
|  |            | Bruxelles  |             | Strasbourg |          |           |           | Darmstadt |           |  |
|  | Karlsruhe  |            | Offenbach   |            | Mulhouse |           | Berlin    |           | Stuttgart |  |
|  |            | Anderlecht |             | Bâle       |          | Antwerpen |           | Cassel    |           |  |
|  | Freiburg   |            | Paris       |            | Genève   |           | Limoges   |           |           |  |
|  |            | Vichy      |             | Nice       |          | Bordeaux  |           |           |           |  |
|  |            |            | Klagenfurth |            | Rome     |           | Seraing   |           |           |  |
|  |            | Udine      |             | Nürnberg   |          | Lille     |           | Campofor. |           |  |
|  |            |            | Nancy       |            | Zurich   |           | Lübeck    |           |           |  |
|  |            |            |             |            |          |           |           |           |           |  |
|  |            |            |             |            |          |           |           |           |           |  |

## Images

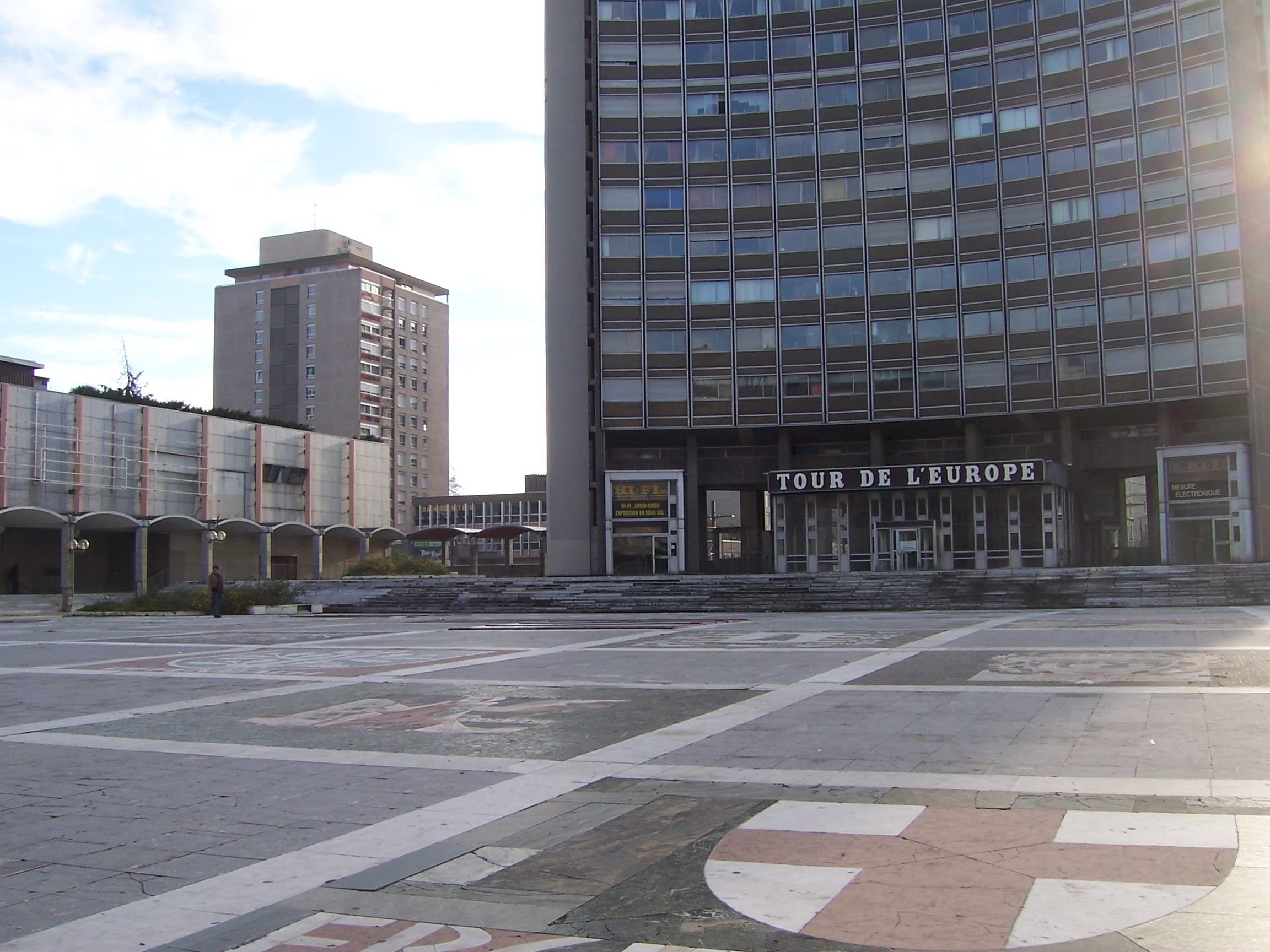
La place de l'Europe et la tour.
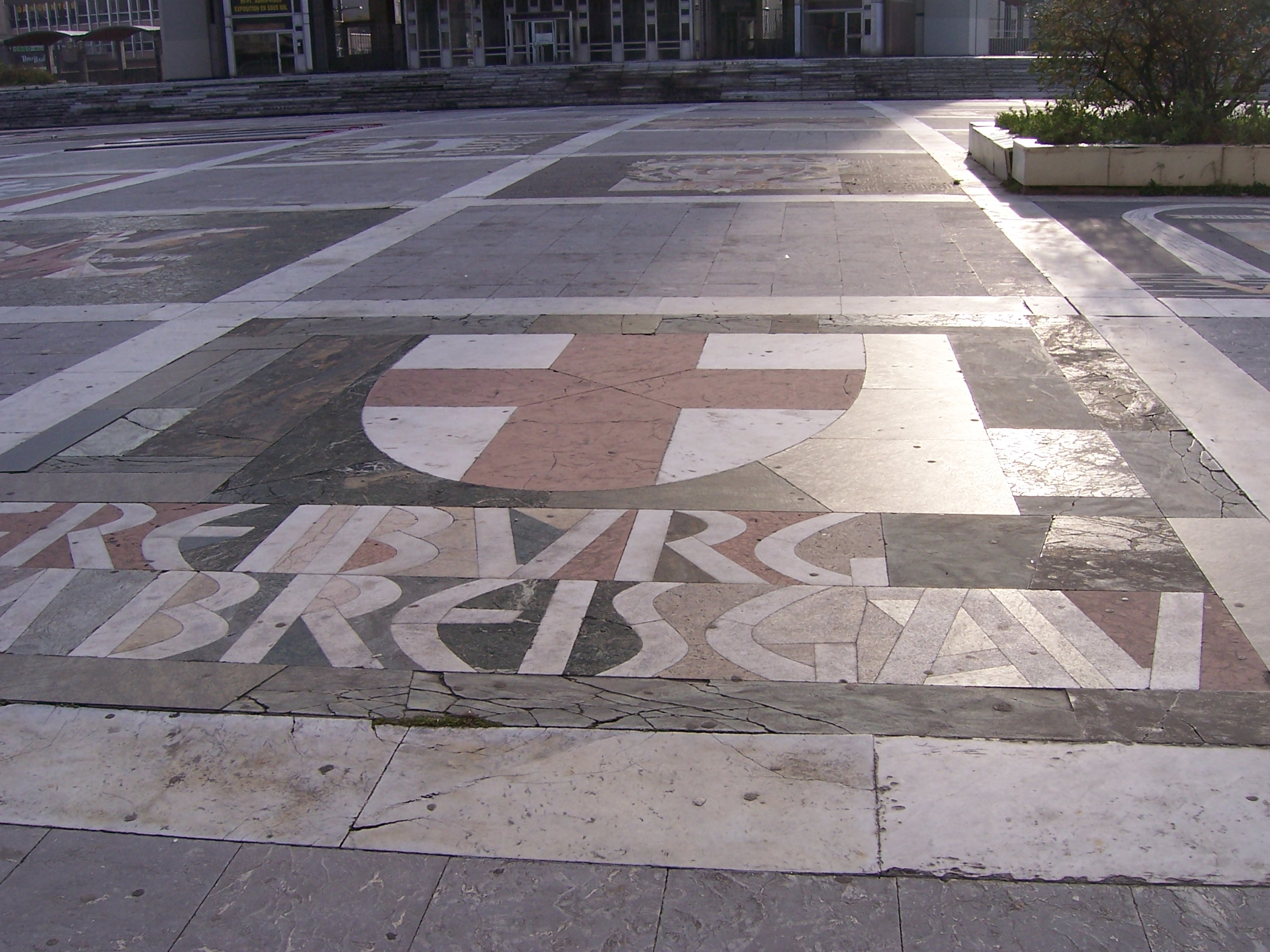
Un des blasons.
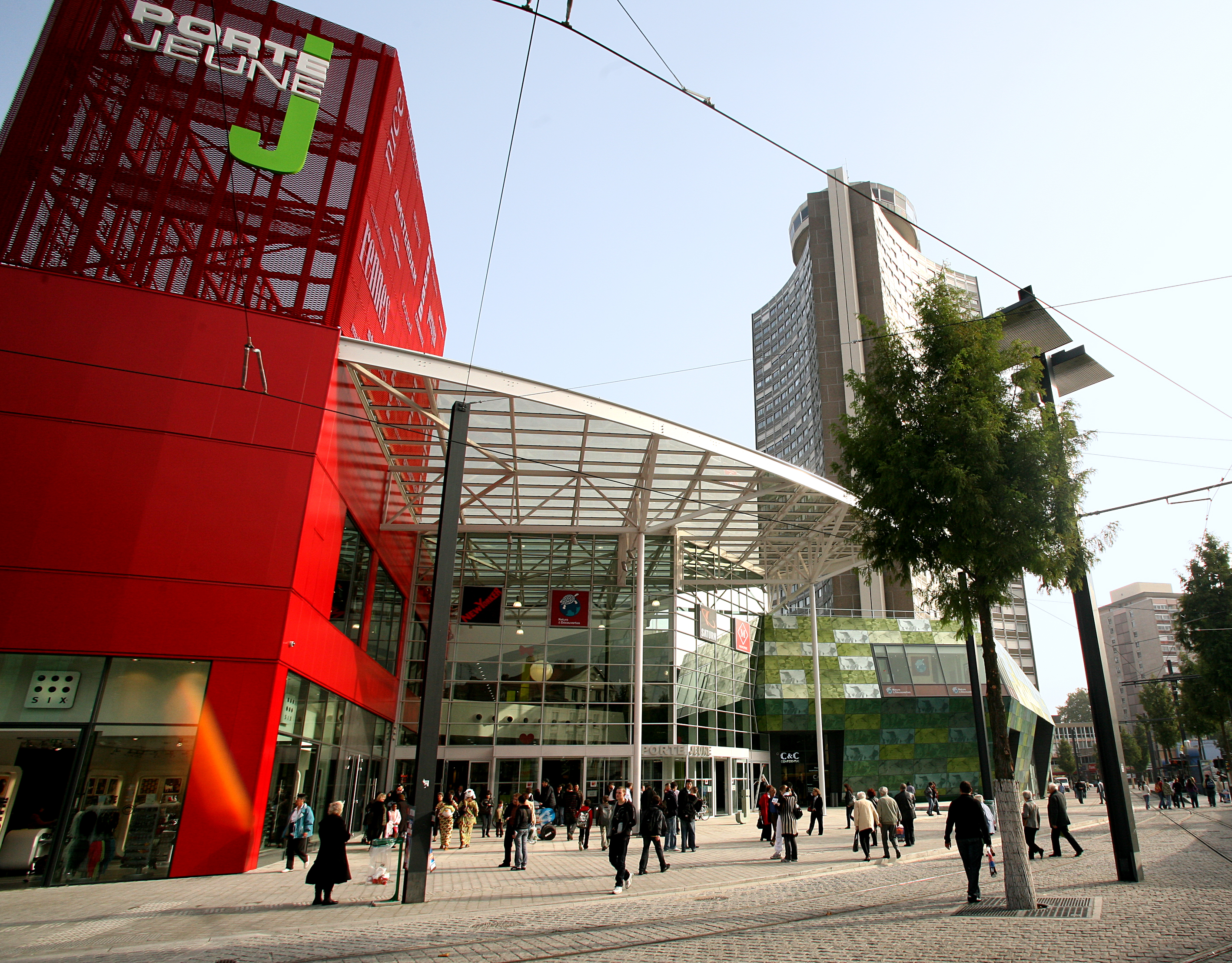
Le paysage aujourd'hui : le centre commercial Porte Jeune construit à l'emplacement de l'ancienne place.